# スタジオカナル
スタジオカナル（StudioCanal）は、Canal+傘下であるフランスの映画製作・配給会社である。かつては「Le Studio Canal+」「Canal Plus」「Canal+ Distribution」「Canal+ Production」「Canal+ Image」の名称でも知られていた。

## 設立の歴史
1986年にピエール・レスキュールによって、カナルプリュス・プロダクション（Canal+ Production）として設立。社名は1988年にスタジオ・カナルプリュス（Le Studio Canal+）に変更されたのち、2000年に現在の社名となっている。
元々はフランス国内およびヨーロッパ諸国向けの映画の製作を主軸としていたが、1990年からアメリカ映画の製作に携わるようになる。同社はこれまでに『U-571』『BULLY ブリー』『マルホランド・ドライブ』といった数々の映画において製作に参加しており、中でも『ターミネーター2』は同社最大の興行収入（5億1900万米ドル）を記録している。
また、ユニバーサル映画とのつながりが強く、同社以外の他社との作品と比べ最も多く製作に携わっていたが、2021年10月13日にスタジオカナルはユニバーサルとのグローバル販売権が2022年1月に終了すると発表した。

## 映画ライブラリー
スタジオカナルはワーナー・ブラザース、メトロ・ゴールドウィン・メイヤーに次いで大きな規模を持つ映画ライブラリーを所有している。ライブラリーの作品は全て倒産や合併により消滅した映画製作会社から取得している。
同社のライブラリーには、以下の製作会社およびスタジオの作品が含まれている。
- カロルコ・ピクチャーズ[7][8]
- イーリング・スタジオ[9][10]
- De Laurentiis Entertainment Group[7][8][11]
- Embassy Pictures[7][8][11]
- British Lion Films[9]
- Anglo-Amalgamated[9]
- EMI Films[9]
- Associated British Picture Corporation[9]
- London Films[9]
- ロームルス・フィルムズ（英語版）[12]

## 映画配給
スタジオカナルは2006年にイギリスの配給会社Optimum Releasing、次いで2008年にドイツの配給会社Kinoweltの2社を買収。両社はスタジオカナルの支社となった。また、2012年にはオーストラリアの配給会社Hoytsを買収している。
作品の配給については主にフランス・イギリス・ドイツへの配給を行っている。

### DVDによる流通
アメリカではユニバーサル映画、メトロ・ゴールドウィン・メイヤー、ライオンズゲートなどがDVDおよびブルーレイディスクによるスタジオカナル作品の販売を行っている。同社でも2011年から2020年までは、ライオンズゲートと共にミラマックスの映画ライブラリーのうち550タイトルもの作品をDVD化していた。
イギリスでは、イギリス支社であるスタジオカナル UKを通じてスタジオジブリ作品のDVDおよびブルーレイディスクによる販売が行われていた。
日本では、NBCユニバーサル・エンターテイメントジャパンが主にDVDおよびブルーレイディスクの発売・販売を担当しているが、2017年以降は、旧作を中心に株式会社KADOKAWA 角川書店（現・株式会社KADOKAWA）なども発売・販売をしている。なお、角川から発売された作品の一部には、NBCユニバーサル発売時代には未収録だった吹替音声が収録されたものがある。

## 映画作品一覧

### 1990年代
- 1991年
  - ターミネーター2 Terminator 2: Judgment Day
  - メル・ブルックス/逆転人生 Life stinks
  - JFK JFK
- 1992年
  - 透明人間 Memoirs of an Invisible Man
  - 氷の微笑 Basic Instinct
  - パワー・オブ・ワン The Power of One
  - 赤い航路 Bitter Moon
  - 沈黙の戦艦 Under Siege
  - ダメージ Damage
  - バーグラント The vagrant
  - チャーリー Chaplin
- 1993年
  - ボイリング・ポイント Boiling Point
  - アリゾナ・ドリーム Arizona Dream
  - ジャック・サマースビー Sommersby
  - フォーリング・ダウン Falling Down
  - クリフハンガー Cliffhanger
  - メイド・イン・アメリカ Made in America
  - フリー・ウィリー Free Willy
  - 天と地 Heaven and Earth
- 1994年
  - スターゲイト Stargate
- 1995年
  - 告発 Murder in the First
  - フリー・ウィリー2 Free Willy 2: The Adventure Home
  - キャリントン Carrington
  - カットスロート・アイランド Cutthroat Island
- 1997年
  - フリー・ウィリー3 Free Willy 3: The Rescue
  - クンドゥン Kundun
- 1998年
  - イディオッツ Idioterne
  - エリザベス Elizabeth
  - 葡萄酒色の人生 ロートレック Lautrec
- 1999年
  - ストレイト・ストーリー The Straight Story
  - クリミナル・ラヴァーズ Les amants criminels
  - ナインスゲート The Ninth Gate

### 2000年代
- 2000年
  - 恋の骨折り損 Love's Labour's Lost
  - U-571 U-571
  - セシル・B/ザ・シネマ・ウォーズ Cecil B. Demented
  - 悪魔の呼ぶ海へ The Weight of Water
  - 戦場のジャーナリスト Harrison's Flowers
  - ラッキー・ナンバー Lucky Numbers
  - リトル・ダンサー Billy Eliott
  - オー・ブラザー! O Brother, Where Art Thou?
- 2001年
  - ブリジット・ジョーンズの日記 Bridget Jones's Diary
  - コレリ大尉のマンドリン Captain Corelli's Mandolin
  - ルシアとSEX Lucía y el sexo
  - ヒューマン・ネイチュア Human Nature
  - ヴィドック Vidocq
  - BULLY ブリー Bully
  - 女はみんな生きている Chaos
  - プセの冒険 真紅の魔法靴 Le Petit Poucet
- 2002年
  - 恋する40DAYS 40 Days and 40 Night
  - アリ・G Ali G Indahouse
  - アバウト・ア・ボーイ About a Boy
  - 人生は、時々晴れ All or Nothing
  - 小さな中国のお針子 巴爾扎克与小裁縫
  - アレックス Irréversible
  - 戦場のピアニスト The Pianist
  - レッド・サイレン La Sirène rouge
  - 踊るマハラジャ★NYへ行く The Guru
- 2003年
  - ケリー・ザ・ギャング Ned Kelly
  - スノーボーダー Snowboarder
  - ジョニー・イングリッシュ Johnny English
  - ケイナ Kaena: La Prophétie
  - ラブ・アクチュアリー Love Actually
- 2004年
  - ショーン・オブ・ザ・デッド Shaun of the Dead
  - チャンピオン 明日へのタイトルマッチ The Calcium Kid
  - サンダーバード Thunderbirds
  - ダンシング・インサイド/明日を生きる Inside I'm Dancing
  - ウィンブルドン Wimbledon
  - ナルコ Narco
  - ブリジット・ジョーンズの日記 きれそうなわたしの12か月 Bridget Jones: The Edge of Reason
- 2005年
  - ザ・インタープリター The Interpreter
  - ぼくを葬る Le Temps qui reste
  - プライドと偏見 Pride & Prejudice
  - ナニー・マクフィーの魔法のステッキ Nanny McPhee
- 2006年 
  - ユナイテッド93 United 93
  - インランド・エンパイア Inland Empire
  - スモーキン・エース/暗殺者がいっぱい Smokin' Aces
- 2007年
  - ホット・ファズ -俺たちスーパーポリスメン!- Hot Fuzz
  - Mr.ビーン カンヌで大迷惑?! Mr. Bean's Holiday
  - マイ・ブルーベリー・ナイツ My Blueberry Nights
  - つぐない Atonement
  - エリザベス:ゴールデン・エイジ Elizabeth: The Golden Age
- 2008年
  - ダンテ01 Dante 01
  - ラブ・ダイアリーズ Definitely, Maybe
  - バビロンA.D. Babylon A.D.
  - バーン・アフター・リーディング Burn After Reading
  - ロックンローラ RocknRolla
  - フロスト×ニクソン Frost/Nixon
  - パイレーツ・ロック The Boat That Rocked
  - 消されたヘッドライン The State of Play
- 2009年
  - 路上のソリスト The Soloist
  - 風にそよぐ草 Les Herbes folles
  - アイ・カム・ウィズ・ザ・レイン I Come with the Rain
  - エスター Orphan
  - ホワイトアウト Whiteout
  - シリアスマン A Serious Man
  - クロエ Chloe

### 2010年代
- 2010年
  - グリーン・ゾーン Green Zone
  - ナニー・マクフィーと空飛ぶ子ブタ Nanny McPhee and the Big Bang
  - ブライトン・ロック Brighton Rock
  - ラスト・エクソシズム The Last Exorcism
  - ツーリスト The Tourist
- 2011年
  - 夜のとばりの物語 Les Contes de la nuit
  - アンノウン Unknown
  - アタック・ザ・ブロック Attack the Block
  - フランス、幸せのメソッド Ma part du gâteau
  - プレイ-獲物- La Proie
  - 裏切りのサーカス Tinker Tailor Soldier Spy
  - ジョニー・イングリッシュ 気休めの報酬 Johnny English Reborn
- 2012年
  - ハード・ラッシュ Contraband
  - 最後のマイ・ウェイ Cloclo
  - くまのアーネストおじさんとセレスティーヌ Ernest et Célestine
  - 恋のベビーカー大作戦 La Stratégie de la poussette
  - ラスト・エクソシズム2 悪魔の寵愛 The Last Exorcism Part II
- 2013年
  - ムード・インディゴ うたかたの日々 L'Écume des jours
  - ブリングリング The Bling Ring
  - インサイド・ルーウィン・デイヴィス 名もなき男の歌 Inside Llewyn Davis
- 2014年
  - フライト・ゲーム Non-Stop
  - ギリシャに消えた嘘 The Two Face of January
  - リピーテッド Before I Go to Sleep
  - パディントン Paddington
- 2015年
  - 映画 ひつじのショーン 〜バック・トゥ・ザ・ホーム〜 Shaun the Sheep Movie
  - ザ・ガンマン The Gunman
  - マクベス Macbeth
  - キャロル Carol
  - モン・ロワ 愛を巡るそれぞれの理由 Mon roi
  - ハイジ アルプスの物語 Heidi
  - グッバイ、サマー Microbe et Gasoil
  - WE ARE YOUR FRIENDS ウィー・アー・ユア・フレンズ We Are Your Friends
  - 胸騒ぎのシチリア A Bigger Splash
  - 疑惑のチャンピオン The Program
- 2016年
  - ロビンソン・クルーソー Robinson Crusoe
  - フレンチ・ラン Bastille Day
  - われらが背きし者 Our Kind of Traitor
  - 最後の追跡 Hell or High Water
  - 愛を綴る女 Mal de pierres
  - ブリジット・ジョーンズの日記 ダメな私の最後のモテ期 Bridget Jones's Baby
- 2017年
  - マインドホーン Mindhorn
  - サハラ Sahara
  - パディントン2 Paddington 2
- 2018年
  - アーリー・マン 〜ダグと仲間のキックオフ!〜 Early Man
  - ジョニー・イングリッシュ アナログの逆襲 Johnny English Strikes Again